# Aobōzu
Aobōzu (青坊主, "monge azul") são um tipo de yōkai japoneses que apareceram no século XVIII no livro Gazu Hyakki Yagyō, de Toriyama Sekien.

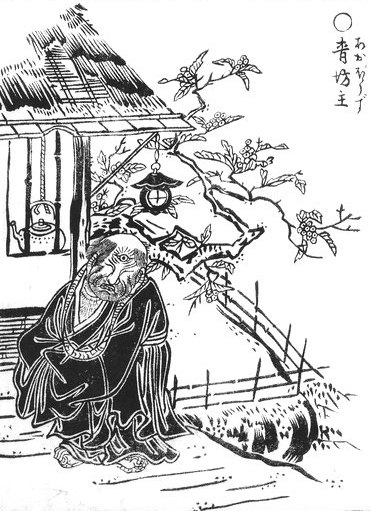
Um aobōzu como visto no Gazu Hyakki Yagyō, terceiro volume.

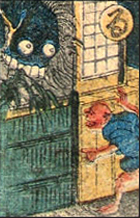
Um aobōzu representado num deck de cartas obake karuta.

O aobōzu é descrito no Gazu Hyakki Yagyō como um monge budista com apenas um olho de pé próximo a uma cabana de palha, entretanto como não há nenhuma explicação da imagem, as características específicas do aobōzu permanecem desconhecidas.
Acredita-se que o aobōzu seja a direta inspiração de hitotsume-kozō, um monge de um olho só, que esta presente em muitos desenhos de yōkai, assim como a publicação de Sawaki Suushi, Hyakkai-Zukan, publicada em 1737. Há também uma teoria do porquê o kanji "ao" (青) estar em seu nome, também significa inexperiente, ele foi representado como um monge que não tinha estudado o suficiente.